# Cristo de La Habana
El  Cristo de La Habana es una escultura que representa al Sagrado Corazón de Jesús, obra de la escultora cubana Jilma Madera. La estatua fue hecha de mármol de Carrara, el mismo que se utilizó en los monumentos del Cementerio de Colón de La Habana. La imagen tiene 20 metros de altura y reposa sobre una base de 3 metros en la que su creadora enterró diversos objetos de la época. Su peso aproximado es de 320 toneladas. La estatua está compuesta por 67 piezas que fueron traídas desde Italia, ya que fue esculpido en Roma y allí bendecido por el Papa Pío XII.

## Historia
La imagen, situada en el poblado de Casa Blanca, en el municipio de Regla, se emplazó en la colina de La Cabaña el 24 de diciembre, Nochebuena, de 1958. Quince días después de su inauguración, el 8 de enero de 1959, Fidel Castro entró en La Habana después de derrocar al gobierno de Fulgencio Batista mediante la Revolución cubana. 

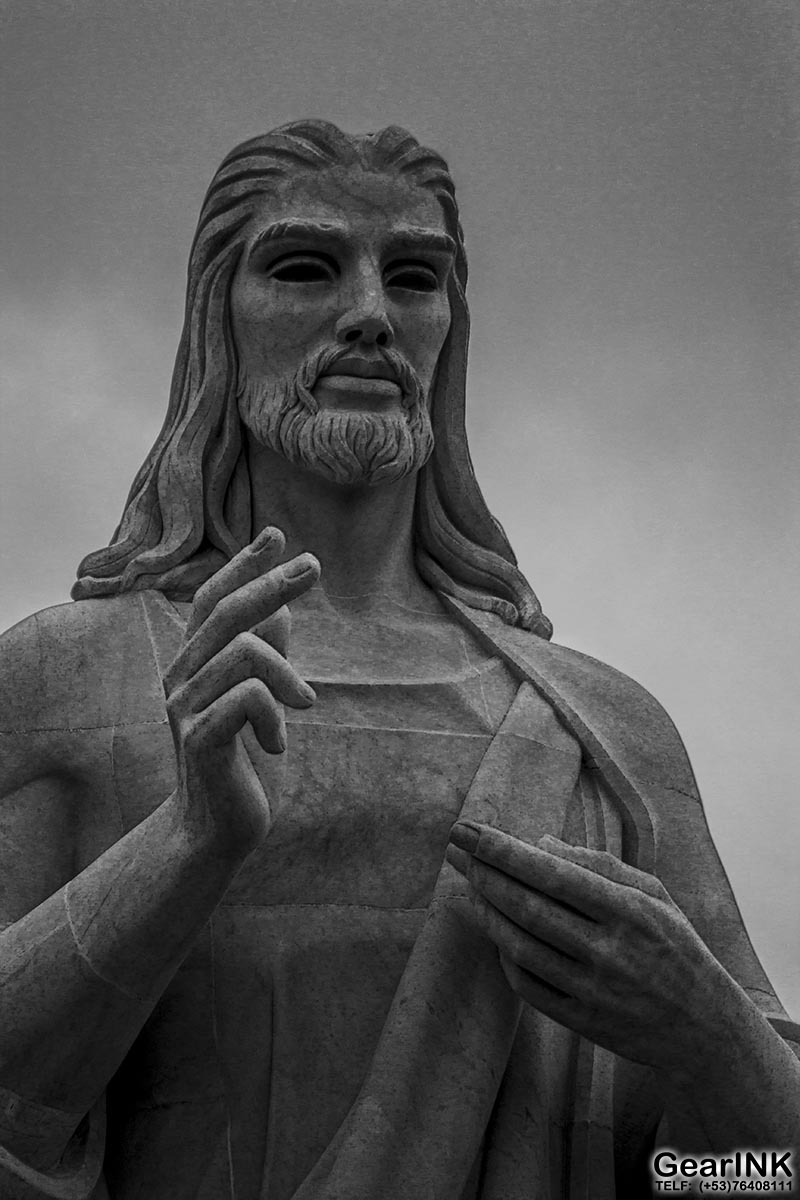

La imagen ha sido alcanzada por rayos tres veces —en los años 1961, 1962 y 1986— antes de que se fuese ubicado un pararrayos.
Esta imagen fue bendecida por el Cardenal Arteaga, el 25 de diciembre de 1958, contra su voluntad, debido a las malas relaciones que tenía el prelado con el dictador Fulgencio Batista, el cual pretendía ganar apoyo popular con la instauración de tan bella escultura. Luego de 1959 fue casi cubierta, exprofeso, con árboles y no era visitable, por estar dentro de una zona militar[cita requerida]. La libertad religiosa de los años 90 y el turismo revocaron esta decisión y en la Semana Santa de 1996 se realizó un viacrucis y un acto de desagravio por unos jóvenes católicos habaneros.
La escultura se encuentra a 51 metros sobre el nivel del mar, lo que permite a los habaneros ver la escultura desde muchos puntos de la ciudad. La figura de Cristo está de pie, con una mano en alto, bendiciendo, y la otra en el pecho mirando hacia la ciudad. A esta obra se le dejaron los ojos vacíos para que diera la impresión de mirar a todos desde cualquier lugar que fuese observado. Desde el emplazamiento del Cristo de La Habana, se aprecia una vista de toda la ciudad de La Habana.

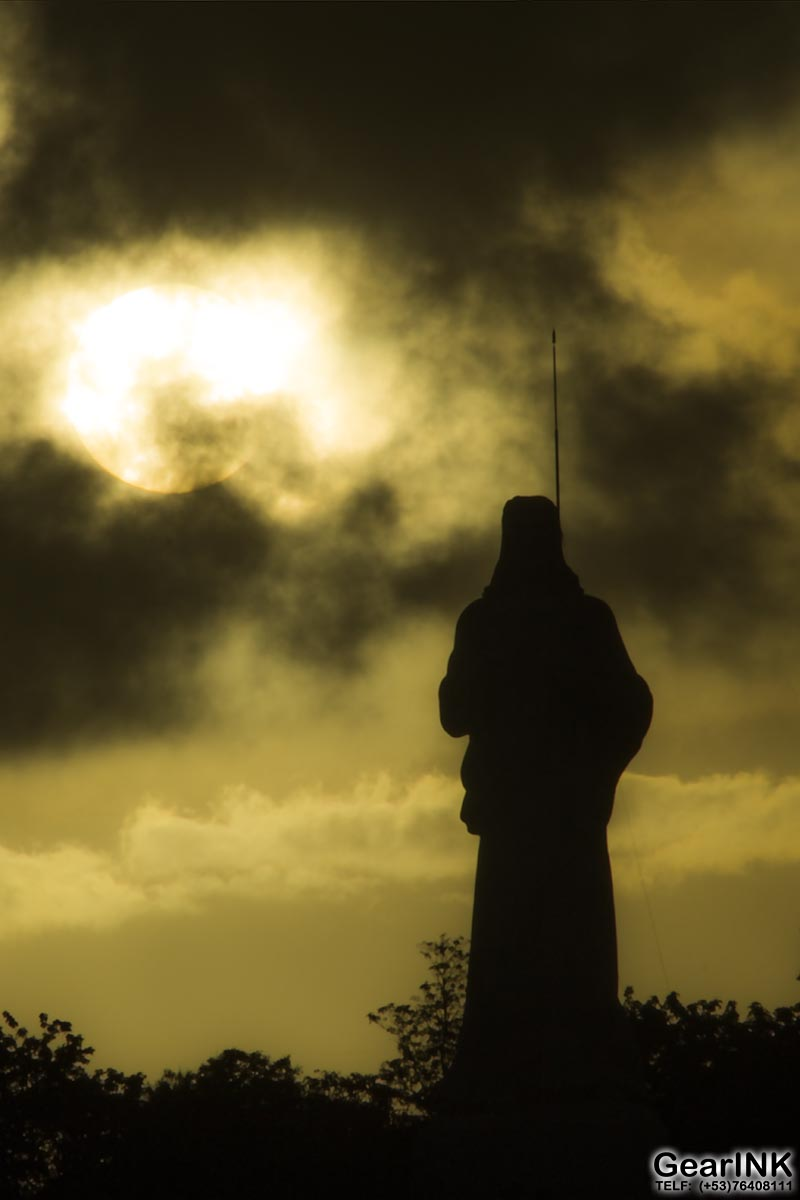